# NGC 2613
NGC 2613 (również PGC 23997 lub UGCA 141) – galaktyka spiralna (Sb), znajdująca się w gwiazdozbiorze Kompasu w odległości około 60 milionów lat świetlnych. Została odkryta 20 listopada 1784 roku przez Williama Herschela.